# 福岡県道・大分県道111号東上戸原線
福岡県道・大分県道111号東上戸原線（ふくおかけんどう・おおいたけんどう111ごう ひがしかみとばるせん）は、福岡県築上郡上毛町から大分県中津市に至る一般県道である。

## 概要
福岡県築上郡上毛町大字東上から大分県中津市耶馬溪町大字戸原に至る。峠前後は両県とも幅員が狭くカーブの多い道路である。

### 路線データ
- 起点：福岡県築上郡上毛町大字東上（大分県道・福岡県道102号野路土佐井線交点）[1]
- 終点：大分県中津市耶馬溪町大字戸原（国道212号交点）
- 総延長：福岡県側7,980.0 m[2]

## 地理

### 通過する自治体
- 福岡県
  - 築上郡上毛町
- 大分県
  - 中津市

### 交差する道路
| 交差する道路                        | 都道府県名 | 市町村名 | 市町村名 | 交差する場所     | 交差する場所 |
| ----------------------------------- | ---------- | -------- | -------- | ---------------- | ------------ |
| 大分県道・福岡県道102号野路土佐井線 | 福岡県     | 築上郡   | 上毛町   | 大字東上         | 起点         |
| 大分県道・福岡県道109号福土吉富線   | 大分県     | 中津市   | 中津市   | 耶馬溪町大字福土 |              |
| 国道212号 国道500号 重複            | 大分県     | 中津市   | 中津市   | 耶馬溪町大字戸原 | 終点         |

### 沿線
- 山国川
- 大分県立中津南高等学校耶馬渓校（終点付近）